# 白缘盖蛛
白缘盖蛛（学名：Neriene albolimbata）为皿蛛科盖蛛属的动物。分布于日本、朝鲜、台湾岛以及中国大陆的吉林、山东、浙江、安徽等地，主要栖息于草丛和灌木丛。该物种的模式产地在日本。